# Campeonato Europeo Femenino Sub-17 de la UEFA 2016-17
El Campeonato Europeo Femenino Sub-17 de la UEFA 2017 es la décima edición de este torneo organizado por la UEFA. Será la cuarta edición en que su final se realice fuera de Nyon, Suiza ya que en esta oportunidad se realizará en República Checa.

## Ronda de Clasificación
Cuarenta y cuatro selecciones participarán en esta ronda. Habrá once grupos de cuatro países cada uno. Quienes ocupen el primer y segundo lugar de cada grupo, se clasificarán para jugar la Ronda Élite, junto a la mejor tercera (por sus resultados ante primera y segunda de su grupo).
Clasificada directamente para la Ronda Élite: España por tener el mejor coeficiente de rendimiento.
Clasificada directamente para la fase final: República Checa (anfitriona)
El sorteo se realizó el 13 de noviembre de 2015 en Nyon, Suiza.

### Grupo 1
País anfitrión: Israel
| Equipo     | Pts | PJ | PG | PE | PP | GF | GC | Dif |
| ---------- | --- | -- | -- | -- | -- | -- | -- | --- |
| Dinamarca  | 9   | 3  | 3  | 0  | 0  | 12 | 2  | 10  |
| Suiza      | 6   | 3  | 2  | 0  | 1  | 5  | 4  | 1   |
| Eslovaquia | 3   | 3  | 1  | 0  | 2  | 2  | 9  | -7  |
| Israel     | 0   | 3  | 0  | 0  | 3  | 0  | 4  | -4  |

| 20 de septiembre de 2016, 00:00 | Eslovaquia | 1 : 6 | Dinamarca | National Team Complex 2, Shefayim, Israel |  |
|                                 |            |       |           | Árbitro(s): Ifeoma Kulmala, Finlandia     |  |

| 20 de septiembre de 2016, 00:00 | Suiza | 1 : 0 | Israel | [[ ]], [[ ]], Israel     |  |
|                                 |       |       |        | Árbitro(s): [[ ]], [[ ]] |  |

| 22 de septiembre de 2016, 00:00 | Suiza | 3 : 0 | Eslovaquia | [[ ]], [[ ]], Israel     |  |
|                                 |       |       |            | Árbitro(s): [[ ]], [[ ]] |  |

| 22 de septiembre de 2016, 00:00 | Dinamarca | 2 : 0 | Israel | [[ ]], [[ ]], Israel     |  |
|                                 |           |       |        | Árbitro(s): [[ ]], [[ ]] |  |

| 25 de septiembre de 2016, 00:00 | Israel | 0 : 1 | Eslovaquia | [[ ]], [[ ]], Israel     |  |
|                                 |        |       |            | Árbitro(s): [[ ]], [[ ]] |  |

| 25 de septiembre de 2016, 00:00 | Dinamarca | 4 : 1 | Suiza | [[ ]], [[ ]], Israel     |  |
|                                 |           |       |       | Árbitro(s): [[ ]], [[ ]] |  |

### Grupo 2
País anfitrión: Grecia
| Equipo     | Pts | PJ | PG | PE | PP | GF | GC | Dif |
| ---------- | --- | -- | -- | -- | -- | -- | -- | --- |
| Grecia     | 7   | 3  | 2  | 1  | 0  | 7  | 1  | 6   |
| Suecia     | 7   | 3  | 2  | 1  | 0  | 6  | 2  | 4   |
| Malta      | 3   | 3  | 1  | 0  | 2  | 2  | 6  | -4  |
| Montenegro | 0   | 3  | 0  | 0  | 3  | 2  | 8  | -6  |

| 6 de octubre de 2016, 00:00 | Suecia | 3 : 0 | Malta | [[ ]], [[ ]], Grecia     |  |
|                             |        |       |       | Árbitro(s): [[ ]], [[ ]] |  |

| 6 de octubre de 2016, 00:00 | Montenegro | 0 : 4 | Grecia | [[ ]], [[ ]], Grecia     |  |
|                             |            |       |        | Árbitro(s): [[ ]], [[ ]] |  |

| 8 de octubre de 2016, 00:00 | Suecia | 2 : 1 | Montenegro | [[ ]], [[ ]], Grecia     |  |
|                             |        |       |            | Árbitro(s): [[ ]], [[ ]] |  |

| 8 de octubre de 2016, 00:00 | Grecia | 2 : 0 | Malta | [[ ]], [[ ]], Grecia     |  |
|                             |        |       |       | Árbitro(s): [[ ]], [[ ]] |  |

| 11 de octubre de 2016, 00:00 | Malta | 2 : 1 | Montenegro | [[ ]], [[ ]], Grecia     |  |
|                              |       |       |            | Árbitro(s): [[ ]], [[ ]] |  |

| 11 de octubre de 2016, 00:00 | Grecia | 1 : 1 | Suecia | [[ ]], [[ ]], Grecia     |  |
|                              |        |       |        | Árbitro(s): [[ ]], [[ ]] |  |

### Grupo 3
País anfitrión: Hungría
| Equipo     | Pts | PJ | PG | PE | PP | GF | GC | Dif |
| ---------- | --- | -- | -- | -- | -- | -- | -- | --- |
| Polonia    | 7   | 3  | 2  | 1  | 0  | 13 | 2  | 11  |
| Hungría    | 7   | 3  | 2  | 1  | 0  | 8  | 3  | 5   |
| Azerbaiyán | 3   | 3  | 1  | 0  | 2  | 1  | 7  | -6  |
| Estonia    | 0   | 3  | 0  | 0  | 3  | 1  | 11 | -10 |

| 8 de octubre de 2016, 00:00 | Azerbaiyán | 0 : 3 | Hungría | [[ ]], [[ ]], Hungría    |  |
|                             |            |       |         | Árbitro(s): [[ ]], [[ ]] |  |

| 8 de octubre de 2016, 00:00 | Polonia | 7 : 0 | Estonia | [[ ]], [[ ]], Hungría    |  |
|                             |         |       |         | Árbitro(s): [[ ]], [[ ]] |  |

| 10 de octubre de 2016, 00:00 | Polonia | 4 : 0 | Azerbaiyán | [[ ]], [[ ]], Hungría    |  |
|                              |         |       |            | Árbitro(s): [[ ]], [[ ]] |  |

| 10 de octubre de 2016, 00:00 | Hungría | 3 : 1 | Estonia | [[ ]], [[ ]], Hungría    |  |
|                              |         |       |         | Árbitro(s): [[ ]], [[ ]] |  |

| 13 de octubre de 2016, 00:00 | Hungría | 2 : 2 | Polonia | [[ ]], [[ ]], Hungría    |  |
|                              |         |       |         | Árbitro(s): [[ ]], [[ ]] |  |

| 13 de octubre de 2016, 00:00 | Estonia | 0 : 1 | Azerbaiyán | [[ ]], [[ ]], Hungría    |  |
|                              |         |       |            | Árbitro(s): [[ ]], [[ ]] |  |

### Grupo 4
País anfitrión: Moldavia
| Equipo       | Pts | PJ | PG | PE | PP | GF | GC | Dif |
| ------------ | --- | -- | -- | -- | -- | -- | -- | --- |
| Noruega      | 9   | 3  | 3  | 0  | 0  | 12 | 0  | 12  |
| Países Bajos | 6   | 3  | 2  | 0  | 1  | 24 | 2  | 22  |
| Bulgaria     | 3   | 3  | 1  | 0  | 2  | 1  | 15 | -14 |
| Moldavia     | 0   | 3  | 0  | 0  | 3  | 0  | 20 | -20 |

| 21 de octubre de 2016, 00:00 | Bulgaria | 0 : 11 | Holanda | [[ ]], [[ ]], Moldavia   |  |
|                              |          |        |         | Árbitro(s): [[ ]], [[ ]] |  |

| 21 de octubre de 2016, 00:00 | Noruega | 6 : 0 | Moldavia | [[ ]], [[ ]], Moldavia   |  |
|                              |         |       |          | Árbitro(s): [[ ]], [[ ]] |  |

| 23 de octubre de 2016, 00:00 | Holanda | 13 : 0 | Moldavia | [[ ]], [[ ]], Moldavia   |  |
|                              |         |        |          | Árbitro(s): [[ ]], [[ ]] |  |

| 23 de octubre de 2016, 00:00 | Noruega | 4 : 0 | Bulgaria | [[ ]], [[ ]], Moldavia   |  |
|                              |         |       |          | Árbitro(s): [[ ]], [[ ]] |  |

| 26 de octubre de 2016, 00:00 | Holanda | 0 : 2 | Noruega | [[ ]], [[ ]], Moldavia   |  |
|                              |         |       |         | Árbitro(s): [[ ]], [[ ]] |  |

| 26 de octubre de 2016, 00:00 | Moldavia | 0 : 1 | Bulgaria | [[ ]], [[ ]], Moldavia   |  |
|                              |          |       |          | Árbitro(s): [[ ]], [[ ]] |  |

### Grupo 5
País anfitrión: Portugal
| Equipo    | Pts | PJ | PG | PE | PP | GF | GC | Dif |
| --------- | --- | -- | -- | -- | -- | -- | -- | --- |
| Portugal  | 5   | 3  | 1  | 2  | 0  | 9  | 2  | 7   |
| Finlandia | 5   | 3  | 1  | 2  | 0  | 9  | 1  | 8   |
| Italia    | 5   | 3  | 1  | 2  | 0  | 9  | 1  | 8   |
| Georgia   | 0   | 3  | 0  | 0  | 3  | 0  | 23 | -23 |

| 26 de octubre de 2016, 00:00 | Italia | 8 : 0 | Georgia | [[ ]], [[ ]], Portugal   |  |
|                              |        |       |         | Árbitro(s): [[ ]], [[ ]] |  |

| 26 de octubre de 2016, 00:00 | Portugal | 1 : 1 | Finlandia | [[ ]], [[ ]], Portugal   |  |
|                              |          |       |           | Árbitro(s): [[ ]], [[ ]] |  |

| 28 de octubre de 2016, 00:00 | Finlandia | 8 : 0 | Georgia | [[ ]], [[ ]], Portugal   |  |
|                              |           |       |         | Árbitro(s): [[ ]], [[ ]] |  |

| 28 de octubre de 2016, 00:00 | Italia | 1 : 1 | Portugal | [[ ]], [[ ]], Portugal   |  |
|                              |        |       |          | Árbitro(s): [[ ]], [[ ]] |  |

| 31 de octubre de 2016, 00:00 | Finlandia | 0 : 0 | Italia | [[ ]], [[ ]], Portugal   |  |
|                              |           |       |        | Árbitro(s): [[ ]], [[ ]] |  |

| 31 de octubre de 2016, 00:00 | Georgia | 0 : 7 | Portugal | [[ ]], [[ ]], Portugal   |  |
|                              |         |       |          | Árbitro(s): [[ ]], [[ ]] |  |

### Grupo 6
País anfitrión: Escocia
| Equipo     | Pts | PJ | PG | PE | PP | GF | GC | Dif |
| ---------- | --- | -- | -- | -- | -- | -- | -- | --- |
| Francia    | 9   | 3  | 3  | 0  | 0  | 25 | 0  | 25  |
| Escocia    | 6   | 3  | 2  | 0  | 1  | 12 | 4  | 8   |
| Croacia    | 3   | 3  | 1  | 0  | 2  | 3  | 8  | -5  |
| Kazajistán | 0   | 3  | 0  | 0  | 3  | 0  | 28 | -28 |

| 10 de octubre de 2016, 00:00 | Francia | 17 : 0 | Kazajistán | [[ ]], [[ ]], Escocia    |  |
|                              |         |        |            | Árbitro(s): [[ ]], [[ ]] |  |

| 10 de octubre de 2016, 00:00 | Croacia | 0 : 4 | Escocia | [[ ]], [[ ]], Escocia    |  |
|                              |         |       |         | Árbitro(s): [[ ]], [[ ]] |  |

| 12 de octubre de 2016, 00:00 | Francia | 4 : 0 | Croacia | [[ ]], [[ ]], Escocia    |  |
|                              |         |       |         | Árbitro(s): [[ ]], [[ ]] |  |

| 12 de octubre de 2016, 00:00 | Escocia | 8 : 0 | Kazajistán | [[ ]], [[ ]], Escocia    |  |
|                              |         |       |            | Árbitro(s): [[ ]], [[ ]] |  |

| 15 de octubre de 2016, 00:00 | Kazajistán | 0 : 3 | Croacia | [[ ]], [[ ]], Escocia    |  |
|                              |            |       |         | Árbitro(s): [[ ]], [[ ]] |  |

| 15 de octubre de 2016, 00:00 | Escocia | 0 : 4 | Francia | [[ ]], [[ ]], Escocia    |  |
|                              |         |       |         | Árbitro(s): [[ ]], [[ ]] |  |

### Grupo 7
País anfitrión: Letonia
| Equipo   | Pts | PJ | PG | PE | PP | GF | GC | Dif |
| -------- | --- | -- | -- | -- | -- | -- | -- | --- |
| Alemania | 9   | 3  | 3  | 0  | 0  | 16 | 0  | 16  |
| Gales    | 4   | 3  | 1  | 1  | 1  | 3  | 8  | -5  |
| Turquía  | 3   | 3  | 1  | 0  | 2  | 3  | 7  | -4  |
| Letonia  | 1   | 3  | 0  | 1  | 2  | 2  | 9  | -7  |

| 2 de octubre de 2016, 00:00 | Gales | 2 : 1 | Turquía | [[ ]], [[ ]], Letonia    |  |
|                             |       |       |         | Árbitro(s): [[ ]], [[ ]] |  |

| 2 de octubre de 2016, 00:00 | Alemania | 6 : 0 | Letonia | [[ ]], [[ ]], Letonia    |  |
|                             |          |       |         | Árbitro(s): [[ ]], [[ ]] |  |

| 4 de octubre de 2016, 00:00 | Alemania | 6 : 0 | Gales | [[ ]], [[ ]], Letonia    |  |
|                             |          |       |       | Árbitro(s): [[ ]], [[ ]] |  |

| 4 de octubre de 2016, 00:00 | Turquía | 2 : 1 | Letonia | [[ ]], [[ ]], Letonia    |  |
|                             |         |       |         | Árbitro(s): [[ ]], [[ ]] |  |

| 7 de octubre de 2016, 00:00 | Letonia | 1 : 1 | Gales | [[ ]], [[ ]], Letonia    |  |
|                             |         |       |       | Árbitro(s): [[ ]], [[ ]] |  |

| 7 de octubre de 2016, 00:00 | Turquía | 0 : 4 | Alemania | [[ ]], [[ ]], Letonia    |  |
|                             |         |       |          | Árbitro(s): [[ ]], [[ ]] |  |

### Grupo 8
País anfitrión: Lituania
| Equipo     | Pts | PJ | PG | PE | PP | GF | GC | Dif |
| ---------- | --- | -- | -- | -- | -- | -- | -- | --- |
| Inglaterra | 6   | 3  | 2  | 0  | 1  | 15 | 1  | 14  |
| Eslovenia  | 6   | 3  | 2  | 0  | 1  | 4  | 1  | 3   |
| Rusia      | 6   | 3  | 2  | 0  | 1  | 3  | 1  | 2   |
| Lituania   | 0   | 3  | 0  | 0  | 0  | 0  | 19 | -19 |

| 24 de octubre de 2016, 00:00 | Eslovenia | 0 : 1 | Rusia | [[ ]], [[ ]], Lituania   |  |
|                              |           |       |       | Árbitro(s): [[ ]], [[ ]] |  |

| 24 de octubre de 2016, 00:00 | Inglaterra | 14 : 0 | Lituania | [[ ]], [[ ]], Lituania   |  |
|                              |            |        |          | Árbitro(s): [[ ]], [[ ]] |  |

| 26 de octubre de 2016, 00:00 | Inglaterra | 0 : 1 | Eslovenia | [[ ]], [[ ]], Lituania   |  |
|                              |            |       |           | Árbitro(s): [[ ]], [[ ]] |  |

| 26 de octubre de 2016, 00:00 | Rusia | 2 : 0 | Lituania | [[ ]], [[ ]], Lituania   |  |
|                              |       |       |          | Árbitro(s): [[ ]], [[ ]] |  |

| 29 de octubre de 2016, 00:00 | Lituania | 0 : 3 | Eslovenia | [[ ]], [[ ]], Lituania   |  |
|                              |          |       |           | Árbitro(s): [[ ]], [[ ]] |  |

| 29 de octubre de 2016, 00:00 | Rusia | 0 : 1 | Inglaterra | [[ ]], [[ ]], Lituania   |  |
|                              |       |       |            | Árbitro(s): [[ ]], [[ ]] |  |

### Grupo 9
País anfitrión: Serbia
| Equipo  | Pts | PJ | PG | PE | PP | GF | GC | Dif |
| ------- | --- | -- | -- | -- | -- | -- | -- | --- |
| Bélgica | 6   | 3  | 2  | 0  | 1  | 5  | 1  | 4   |
| Serbia  | 4   | 3  | 1  | 1  | 1  | 2  | 2  | 0   |
| Ucrania | 4   | 3  | 1  | 1  | 1  | 3  | 6  | -3  |
| Rumania | 3   | 3  | 1  | 0  | 2  | 2  | 3  | -1  |

| 26 de septiembre de 2016, 00:00 | Bélgica | 4 : 0 | Ucrania | [[ ]], [[ ]], Serbia     |  |
|                                 |         |       |         | Árbitro(s): [[ ]], [[ ]] |  |

| 26 de septiembre de 2016, 00:00 | Rumania | 0 : 1 | Serbia | [[ ]], [[ ]], Serbia     |  |
|                                 |         |       |        | Árbitro(s): [[ ]], [[ ]] |  |

| 28 de septiembre de 2016, 00:00 | Bélgica | 0 : 1 | Rumania | [[ ]], [[ ]], Serbia     |  |
|                                 |         |       |         | Árbitro(s): [[ ]], [[ ]] |  |

| 28 de septiembre de 2016, 00:00 | Serbia | 1 : 1 | Ucrania | [[ ]], [[ ]], Serbia     |  |
|                                 |        |       |         | Árbitro(s): [[ ]], [[ ]] |  |

| 1 de octubre de 2016, 00:00 | Ucrania | 2 : 1 | Rumania | [[ ]], [[ ]], Serbia     |  |
|                             |         |       |         | Árbitro(s): [[ ]], [[ ]] |  |

| 1 de octubre de 2016, 00:00 | Serbia | 0 : 1 | Bélgica | [[ ]], [[ ]], Serbia     |  |
|                             |        |       |         | Árbitro(s): [[ ]], [[ ]] |  |

### Grupo 10
País anfitrión: República de Irlanda
| Equipo      | Pts | PJ | PG | PE | PP | GF | GC | Dif |
| ----------- | --- | -- | -- | -- | -- | -- | -- | --- |
| Irlanda     | 9   | 3  | 3  | 0  | 0  | 12 | 1  | 11  |
| Islandia    | 6   | 3  | 2  | 0  | 1  | 9  | 4  | 5   |
| Islas Feroe | 3   | 3  | 1  | 0  | 2  | 2  | 11 | -9  |
| Bielorrusia | 0   | 3  | 0  | 0  | 3  | 1  | 8  | -7  |

| 26 de octubre de 2016, 00:00 | Bielorrusia | 0 : 4 | Islandia | [[ ]], [[ ]], Irlanda    |  |
|                              |             |       |          | Árbitro(s): [[ ]], [[ ]] |  |

| 26 de octubre de 2016, 00:00 | República de Irlanda | 6 : 0 | Islas Feroe | [[ ]], [[ ]], Irlanda    |  |
|                              |                      |       |             | Árbitro(s): [[ ]], [[ ]] |  |

| 28 de octubre de 2016, 00:00 | Islandia | 4 : 0 | Islas Feroe | [[ ]], [[ ]], Irlanda    |  |
|                              |          |       |             | Árbitro(s): [[ ]], [[ ]] |  |

| 28 de octubre de 2016, 00:00 | República de Irlanda | 2 : 0 | Bielorrusia | [[ ]], [[ ]], Irlanda    |  |
|                              |                      |       |             | Árbitro(s): [[ ]], [[ ]] |  |

| 31 de octubre de 2016, 00:00 | Islandia | 1 : 4 | República de Irlanda | [[ ]], [[ ]], Irlanda    |  |
|                              |          |       |                      | Árbitro(s): [[ ]], [[ ]] |  |

| 31 de octubre de 2016, 00:00 | Islas Feroe | 2 : 1 | Bielorrusia | [[ ]], [[ ]], Irlanda    |  |
|                              |             |       |             | Árbitro(s): [[ ]], [[ ]] |  |

### Grupo 11
País anfitrión: Macedonia
| Equipo               | Pts | PJ | PG | PE | PP | GF | GC | Dif |
| -------------------- | --- | -- | -- | -- | -- | -- | -- | --- |
| Austria              | 9   | 3  | 3  | 0  | 0  | 15 | 1  | 14  |
| Bosnia y Herzegovina | 6   | 3  | 2  | 0  | 1  | 9  | 4  | 5   |
| Irlanda del Norte    | 3   | 3  | 1  | 0  | 2  | 4  | 8  | -4  |
| Macedonia del Norte  | 0   | 3  | 0  | 0  | 3  | 0  | 15 | -15 |

| 30 de septiembre de 2016, 00:00 | Bosnia y Herzegovina | 4 : 0 | Irlanda del Norte | [[ ]], [[ ]], Macedonia  |  |
|                                 |                      |       |                   | Árbitro(s): [[ ]], [[ ]] |  |

| 30 de septiembre de 2016, 00:00 | Austria | 7 : 0 | Macedonia | [[ ]], [[ ]], Macedonia  |  |
|                                 |         |       |           | Árbitro(s): [[ ]], [[ ]] |  |

| 2 de octubre de 2016, 00:00 | Irlanda del Norte | 4 : 0 | Macedonia | [[ ]], [[ ]], Macedonia  |  |
|                             |                   |       |           | Árbitro(s): [[ ]], [[ ]] |  |

| 2 de octubre de 2016, 00:00 | Austria | 4 : 1 | Bosnia y Herzegovina | [[ ]], [[ ]], Macedonia  |  |
|                             |         |       |                      | Árbitro(s): [[ ]], [[ ]] |  |

| 5 de octubre de 2016, 00:00 | Irlanda del Norte | 0 : 4 | Austria | [[ ]], [[ ]], Macedonia  |  |
|                             |                   |       |         | Árbitro(s): [[ ]], [[ ]] |  |

| 5 de octubre de 2016, 00:00 | Macedonia | 0 : 4 | Bosnia y Herzegovina | [[ ]], [[ ]], Macedonia  |  |
|                             |           |       |                      | Árbitro(s): [[ ]], [[ ]] |  |

### Ranking de los terceros puestos
El mejor tercer lugar de los 11 grupos pasará a la siguiente ronda junto a los 2 mejores de cada grupo. (Se contabilizan los resultados obtenidos en contra de los ganadores y los segundos clasificados de cada grupo).El ganador fue Rusia
| Grp | Equipo            | PJ | PG | PE | PP | GF | GC | DG  | Pts |
| --- | ----------------- | -- | -- | -- | -- | -- | -- | --- | --- |
| 8   | Rusia             | 2  | 1  | 0  | 1  | 1  | 1  | 0   | 3   |
| 5   | Finlandia         | 2  | 0  | 2  | 0  | 1  | 1  | 0   | 2   |
| 9   | Ucrania           | 2  | 0  | 1  | 1  | 1  | 5  | -4  | 1   |
| 7   | Turquía           | 2  | 0  | 0  | 2  | 1  | 6  | -5  | 0   |
| 2   | Malta             | 2  | 0  | 0  | 2  | 0  | 5  | -5  | 0   |
| 3   | Azerbaiyán        | 2  | 0  | 0  | 2  | 0  | 7  | -7  | 0   |
| 1   | Eslovaquia        | 2  | 0  | 0  | 2  | 1  | 9  | -8  | 0   |
| 11  | Irlanda del Norte | 2  | 0  | 0  | 2  | 0  | 8  | -8  | 0   |
| 6   | Croacia           | 2  | 0  | 0  | 2  | 0  | 8  | -8  | 0   |
| 10  | Islas Feroe       | 2  | 0  | 0  | 2  | 0  | 10 | -10 | 0   |
| 4   | Bulgaria          | 2  | 0  | 0  | 2  | 0  | 15 | -15 | 0   |

## Ronda Élite
El sorteo se realizó el 11 de noviembre de 2016 en Nyon, Suiza. 
Pasan a la siguiente ronda las ganadoras de grupo, junto a España.

### Grupo 1
País anfitrión: Holanda
| Equipo       | Pts | PJ | PG | PE | PP | GF | GC | Dif |
| ------------ | --- | -- | -- | -- | -- | -- | -- | --- |
| Países Bajos | 7   | 3  | 2  | 1  | 0  | 6  | 2  | 4   |
| Eslovenia    | 6   | 3  | 2  | 0  | 1  | 3  | 4  | -1  |
| Suiza        | 4   | 3  | 1  | 1  | 1  | 4  | 3  | 1   |
| Austria      | 0   | 3  | 0  | 0  | 3  | 1  | 5  | -4  |

| 27 de marzo de 2017, 17:00 | Austria | 0 : 2 | Suiza | [[ ]], [[ ]], Holanda    |  |
|                            |         |       |       | Árbitro(s): [[ ]], [[ ]] |  |

| 27 de marzo de 2017, 19:30 | Eslovenia | 0 : 3 | Holanda | [[ ]], [[ ]], Holanda    |  |
|                            |           |       |         | Árbitro(s): [[ ]], [[ ]] |  |

| 29 de marzo de 2017, 17:00 | Austria | 0 : 1 | Eslovenia | [[ ]], [[ ]], Holanda    |  |
|                            |         |       |           | Árbitro(s): [[ ]], [[ ]] |  |

| 29 de marzo de 2017, 19:30 | Holanda | 1 : 1 | Suiza | [[ ]], [[ ]], Holanda    |  |
|                            |         |       |       | Árbitro(s): [[ ]], [[ ]] |  |

| 1 de abril de 2017, 15:00 | Suiza | 1 : 2 | Eslovenia | [[ ]], [[ ]], Holanda    |  |
|                           |       |       |           | Árbitro(s): [[ ]], [[ ]] |  |

| 1 de abril de 2017, 15:00 | Holanda | 2 : 1 | Austria | [[ ]], [[ ]], Holanda    |  |
|                           |         |       |         | Árbitro(s): [[ ]], [[ ]] |  |

### Grupo 2
País anfitrión: Bosnia y Herzegovina
| Equipo               | Pts | PJ | PG | PE | PP | GF | GC | Dif |
| -------------------- | --- | -- | -- | -- | -- | -- | -- | --- |
| Noruega              | 9   | 3  | 3  | 0  | 0  | 16 | 3  | 13  |
| Dinamarca            | 6   | 3  | 2  | 0  | 1  | 5  | 7  | -2  |
| Gales                | 3   | 3  | 1  | 0  | 2  | 2  | 10 | -8  |
| Bosnia y Herzegovina | 0   | 3  | 0  | 0  | 3  | 2  | 5  | -3  |

| 20 de marzo de 2017, 15:00 | Noruega | 8 : 1 | Gales | [[ ]], [[ ]], Bosnia y Herzegovina |  |
|                            |         |       |       | Árbitro(s): [[ ]], [[ ]]           |  |

| 20 de marzo de 2017, 15:00 | Bosnia y Herzegovina | 1 : 2 | Dinamarca | [[ ]], [[ ]], Bosnia y Herzegovina |  |
|                            |                      |       |           | Árbitro(s): [[ ]], [[ ]]           |  |

| 22 de marzo de 2017, 15:00 | Noruega | 2 : 1 | Bosnia y Herzegovina | [[ ]], [[ ]], Bosnia y Herzegovina |  |
|                            |         |       |                      | Árbitro(s): [[ ]], [[ ]]           |  |

| 22 de marzo de 2017, 15:00 | Dinamarca | 2 : 0 | Gales | [[ ]], [[ ]], Bosnia y Herzegovina |  |
|                            |           |       |       | Árbitro(s): [[ ]], [[ ]]           |  |

| 25 de marzo de 2017, 15:00 | Gales | 1 : 0 | Bosnia y Herzegovina | [[ ]], [[ ]], Bosnia y Herzegovina |  |
|                            |       |       |                      | Árbitro(s): [[ ]], [[ ]]           |  |

| 25 de marzo de 2017, 15:00 | Dinamarca | 1 : 6 | Noruega | [[ ]], [[ ]], Bosnia y Herzegovina |  |
|                            |           |       |         | Árbitro(s): [[ ]], [[ ]]           |  |

### Grupo 3
País anfitrión: Inglaterra
| Equipo     | Pts | PJ | PG | PE | PP | GF | GC | Dif |
| ---------- | --- | -- | -- | -- | -- | -- | -- | --- |
| Inglaterra | 7   | 3  | 2  | 1  | 0  | 4  | 1  | 3   |
| Alemania   | 6   | 3  | 2  | 0  | 1  | 8  | 3  | 5   |
| Italia     | 4   | 3  | 1  | 1  | 1  | 3  | 3  | 0   |
| Polonia    | 0   | 3  | 0  | 0  | 3  | 0  | 8  | -8  |

| 25 de marzo de 2017, 15:00 | Inglaterra | 2 : 0 | Polonia | [[ ]], [[ ]], Inglaterra |  |
|                            |            |       |         | Árbitro(s): [[ ]], [[ ]] |  |

| 25 de marzo de 2017, 15:00 | Alemania | 3 : 1 | Italia | [[ ]], [[ ]], Inglaterra |  |
|                            |          |       |        | Árbitro(s): [[ ]], [[ ]] |  |

| 27 de marzo de 2017, 15:00 | Polonia | 0 : 2 | Italia | [[ ]], [[ ]], Inglaterra |  |
|                            |         |       |        | Árbitro(s): [[ ]], [[ ]] |  |

| 27 de marzo de 2017, 15:00 | Alemania | 1 : 2 | Inglaterra | [[ ]], [[ ]], Inglaterra |  |
|                            |          |       |            | Árbitro(s): [[ ]], [[ ]] |  |

| 30 de marzo de 2017, 15:00 | Polonia | 0 : 4 | Alemania | [[ ]], [[ ]], Inglaterra |  |
|                            |         |       |          | Árbitro(s): [[ ]], [[ ]] |  |

| 30 de marzo de 2017, 15:00 | Italia | 0 : 0 | Inglaterra | [[ ]], [[ ]], Inglaterra |  |
|                            |        |       |            | Árbitro(s): [[ ]], [[ ]] |  |

### Grupo 4
País anfitrión: Serbia
| Equipo  | Pts | PJ | PG | PE | PP | GF | GC | Dif |
| ------- | --- | -- | -- | -- | -- | -- | -- | --- |
| Irlanda | 7   | 3  | 2  | 1  | 0  | 2  | 0  | 2   |
| Escocia | 5   | 3  | 1  | 2  | 0  | 3  | 2  | 1   |
| Hungría | 4   | 3  | 1  | 1  | 1  | 2  | 2  | 0   |
| Serbia  | 0   | 3  | 0  | 0  | 3  | 1  | 4  | -3  |

| 13 de marzo de 2017, 14:00 | Escocia | 1 : 1 | Hungría | [[ ]], [[ ]], Serbia     |  |
|                            |         |       |         | Árbitro(s): [[ ]], [[ ]] |  |

| 13 de marzo de 2017, 14:00 | República de Irlanda | 1 : 0 | Serbia | [[ ]], [[ ]], Serbia     |  |
|                            |                      |       |        | Árbitro(s): [[ ]], [[ ]] |  |

| 15 de marzo de 2017, 14:00 | Hungría | 1 : 0 | Serbia | [[ ]], [[ ]], Serbia     |  |
|                            |         |       |        | Árbitro(s): [[ ]], [[ ]] |  |

| 15 de marzo de 2017, 14:00 | República de Irlanda | 0 : 0 | Escocia | [[ ]], [[ ]], Serbia     |  |
|                            |                      |       |         | Árbitro(s): [[ ]], [[ ]] |  |

| 18 de marzo de 2017, 14:00 | Hungría | 0 : 1 | República de Irlanda | [[ ]], [[ ]], Serbia     |  |
|                            |         |       |                      | Árbitro(s): [[ ]], [[ ]] |  |

| 18 de marzo de 2017, 14:00 | Serbia | 1 : 2 | Escocia | [[ ]], [[ ]], Serbia     |  |
|                            |        |       |         | Árbitro(s): [[ ]], [[ ]] |  |

### Grupo 5
País anfitrión: Francia
| Equipo  | Pts | PJ | PG | PE | PP | GF | GC | Dif |
| ------- | --- | -- | -- | -- | -- | -- | -- | --- |
| Francia | 6   | 3  | 2  | 0  | 1  | 7  | 1  | 6   |
| Bélgica | 6   | 3  | 2  | 0  | 1  | 3  | 3  | 0   |
| Rusia   | 3   | 3  | 1  | 0  | 2  | 2  | 6  | -4  |
| Grecia  | 3   | 3  | 1  | 0  | 2  | 1  | 3  | -2  |

| 24 de marzo de 2017, 17:00 | Bélgica | 1 : 0 | Grecia | [[ ]], [[ ]], Francia    |  |
|                            |         |       |        | Árbitro(s): [[ ]], [[ ]] |  |

| 24 de marzo de 2017, 19:00 | Francia | 4 : 0 | Rusia | [[ ]], [[ ]], Francia    |  |
|                            |         |       |       | Árbitro(s): [[ ]], [[ ]] |  |

| 26 de marzo de 2017, 14:00 | Grecia | 0 : 2 | Rusia | [[ ]], [[ ]], Francia    |  |
|                            |        |       |       | Árbitro(s): [[ ]], [[ ]] |  |

| 26 de marzo de 2017, 16:00 | Francia | 3 : 0 | Bélgica | [[ ]], [[ ]], Francia    |  |
|                            |         |       |         | Árbitro(s): [[ ]], [[ ]] |  |

| 29 de marzo de 2017, 16:00 | Grecia | 1 : 0 | Francia | [[ ]], [[ ]], Francia    |  |
|                            |        |       |         | Árbitro(s): [[ ]], [[ ]] |  |

| 29 de marzo de 2017, 16:00 | Rusia | 0 : 2 | Bélgica | [[ ]], [[ ]], Francia    |  |
|                            |       |       |         | Árbitro(s): [[ ]], [[ ]] |  |

### Grupo 6
País anfitrión: Portugal
| Equipo   | Pts | PJ | PG | PE | PP | GF | GC | Dif |
| -------- | --- | -- | -- | -- | -- | -- | -- | --- |
| España   | 7   | 3  | 2  | 1  | 0  | 10 | 2  | 8   |
| Islandia | 6   | 3  | 2  | 0  | 1  | 5  | 4  | 1   |
| Suecia   | 2   | 3  | 0  | 2  | 1  | 1  | 2  | -1  |
| Portugal | 1   | 3  | 0  | 1  | 2  | 2  | 10 | -8  |

| 28 de marzo de 2017, 15:00 | Islandia | 1 : 0 | Suecia | [[ ]], [[ ]], Portugal   |  |
|                            |          |       |        | Árbitro(s): [[ ]], [[ ]] |  |

| 28 de marzo de 2017, 17:00 | España | 6 : 1 | Portugal | [[ ]], [[ ]], Portugal   |  |
|                            |        |       |          | Árbitro(s): [[ ]], [[ ]] |  |

| 30 de marzo de 2017, 15:00 | España | 3 : 0 | Islandia | [[ ]], [[ ]], Portugal   |  |
|                            |        |       |          | Árbitro(s): [[ ]], [[ ]] |  |

| 30 de marzo de 2017, 17:00 | Suecia | 0 : 0 | Portugal | [[ ]], [[ ]], Portugal   |  |
|                            |        |       |          | Árbitro(s): [[ ]], [[ ]] |  |

| 2 de abril de 2017, 17:00 | Portugal | 1 : 4 | Islandia | [[ ]], [[ ]], Portugal   |  |
|                           |          |       |          | Árbitro(s): [[ ]], [[ ]] |  |

| 2 de abril de 2017, 17:00 | Suecia | 1 : 1 | España | [[ ]], [[ ]], Portugal   |  |
|                           |        |       |        | Árbitro(s): [[ ]], [[ ]] |  |

## Fase final
Por cuarta vez el número de selecciones participantes pasará de cuatro a ocho y se celebrará en República Checa.
El sorteo se realizó en, Pilsen, República Checa el 7 de abril de 2017
Los ocho equipos serán divididos en dos grupos de cuatro. Los dos primeros de cada grupo avanzarán a la fase de eliminatorias, que comienza en semifinales.

### Grupo A
| Equipo          | Pts | PJ | PG | PE | PP | GF | GC | Dif |
| --------------- | --- | -- | -- | -- | -- | -- | -- | --- |
| Alemania        | 9   | 3  | 3  | 0  | 0  | 11 | 3  | +8  |
| España          | 4   | 3  | 1  | 1  | 1  | 7  | 6  | +1  |
| Francia         | 4   | 3  | 1  | 1  | 1  | 4  | 4  | 0   |
| República Checa | 0   | 3  | 0  | 0  | 3  | 3  | 12 | -9  |

| 2 de mayo de 2017, 11:00 | República Checa | 1:2 | Francia | Doosan Arena, Pilsen, República Checa |  |
|                          |                 |     |         | Árbitro(s): [[]]                      |  |

| 2 de mayo de 2017, 16:00 | España | 1:4 | Alemania | Přeštice Stadium, Přeštice, República Checa |  |
|                          |        |     |          | Árbitro(s): [[]]                            |  |

| 5 de mayo de 2017, 11:00 | República Checa | 1:5 | España | Domažlice Stadium, Domažlice, República Checa |  |
|                          |                 |     |        | Árbitro(s): [[]]                              |  |

| 5 de mayo de 2017, 11:00 | Alemania | 2:1 | Francia | Na Litavce Stadium, Příbram, República Checa |  |
|                          |          |     |         | Árbitro(s): [[]]                             |  |

| 8 de mayo de 2017, 14:00 | Alemania | 5:1 | República Checa | Na Litavce Stadium, Příbram, República Checa |  |
|                          |          |     |                 | Árbitro(s): [[]]                             |  |

| 8 de mayo de 2017, 14:00 | Francia | 1:1 | España | Přeštice Stadium, Přeštice, República Checa |  |
|                          |         |     |        | Árbitro(s): [[]]                            |  |

### Grupo B
| Equipo       | Pts | PJ | PG | PE | PP | GF | GC | Dif |
| ------------ | --- | -- | -- | -- | -- | -- | -- | --- |
| Países Bajos | 7   | 3  | 2  | 1  | 0  | 5  | 2  | +3  |
| Noruega      | 6   | 3  | 2  | 0  | 1  | 4  | 3  | +1  |
| Inglaterra   | 3   | 3  | 1  | 0  | 2  | 6  | 4  | +2  |
| Irlanda      | 1   | 3  | 0  | 1  | 2  | 0  | 6  | -6  |

| 2 de mayo de 2017, 11:00 | Irlanda | 0:5 | Inglaterra | Na Litavce Stadium, Příbram, República Checa |  |
|                          |         |     |            | Árbitro(s): [[]]                             |  |

| 2 de mayo de 2017, 11:00 | Noruega | 1:3 | Países Bajos | Domažlice Stadium, Domažlice, República Checa |  |
|                          |         |     |              | Árbitro(s): [[]]                              |  |

| 5 de mayo de 2017, 11:00 | Irlanda | 0:1 | Noruega | Doosan Arena, Pilsen, República Checa |  |
|                          |         |     |         | Árbitro(s): [[]]                      |  |

| 5 de mayo de 2017, 16:00 | Países Bajos | 2:1 | Inglaterra | Přeštice Stadium, Přeštice, República Checa |  |
|                          |              |     |            | Árbitro(s): [[]]                            |  |

| 8 de mayo de 2017, 14:00 | Países Bajos | 0:0 | Irlanda | Domažlice Stadium, Domažlice, República Checa |  |
|                          |              |     |         | Árbitro(s): [[]]                              |  |

| 8 de mayo de 2017, 14:00 | Inglaterra | 0:2 | Noruega | Doosan Arena, Pilsen, República Checa |  |
|                          |            |     |         | Árbitro(s): [[]]                      |  |

### Semifinales
| 11 de mayo de 2017, 11:00 | Países Bajos | 0:2 | España | Domažlice Stadium, Domažlice, República Checa |  |
|                           |              |     |        | Árbitro(s): [[]]                              |  |

| 11 de mayo de 2017, 18:00 | Alemania | 1:1 (3-2 pen.) | Noruega | Na Litavce Stadium, Příbram, República Checa |  |
|                           |          |                |         | Árbitro(s): [[]]                             |  |

### Final
| 14 de mayo de 2017, 18:30 | Alemania | 0:0 (3-1 pen.) | España | Doosan Arena, Pilsen, República Checa |  |
|                           |          |                |        | Árbitro(s): [[]]                      |  |

| Bandera de Alemania |
| Campeón Alemania    |
| Sexto título        |